# James Shaw (kolarz)
James Shaw (ur. 13 czerwca 1996 w Nottingham) – brytyjski kolarz szosowy.

## Osiągnięcia
Opracowano na podstawie:
2014
- 1. miejsce w Kuurne-Bruksela-Kuurne juniorów

2016
- 3. miejsce w Flèche Ardennaise

2021
- 3. miejsce w mistrzostwach Wielkiej Brytanii (jazda indywidualna na czas)

2022
- 3. miejsce w mistrzostwach Wielkiej Brytanii (jazda indywidualna na czas)

2023
- 2. miejsce w Settimana Internazionale di Coppi e Bartali

## Rankingi
| Rok             | 2016  | 2017  | 2018  | 2019 | 2020  | 2021 | 2022 | 2023 | 2024  |
| --------------- | ----- | ----- | ----- | ---- | ----- | ---- | ---- | ---- | ----- |
| UCI World Tour  | -     | 356.  | 352.  |      |       |      |      |      |       |
| World Ranking   | 1099. | 1461. | 1068. | 608. | 1364. | 303. | 441. | 379. | 1328. |
| UCI Europe Tour | 743.  | 1332. | 1393. | 459. | 1033. | 256. | 352. | -    | -     |
|                 |       |       |       |      |       |      |      |      |       |
| Źródło: UCI     |       |       |       |      |       |      |      |      |       |